# Nuestra actitud ante el desastre
Nuestra actitud ante el desastre es un ensayo político escrito por Oliverio Girondo y publicado en 1940. En los textos que componen el libro, Girondo toma posición ideológica oponiéndose al nazismo y al imperialismo inglés.

## La obra
Nuestra actitud ante el desastre es un texto que rompe con la imagen del poeta aristócrata, esteticista, vanguardista. En la obra, Girondo asume una clara posición ideológica frente al nazismo y el imperialismo. Reclama la formación de un movimiento nacional, independizarse económicamente del control extranjero sobre la economía y el transporte. Estas ideas terminaron por distanciarlo de la élite cultural que giraba alrededor de la figura de Victoria Ocampo y la Revista Sur y que establecía los cánones literarios.